# Cloverdale (Oregon)
Cloverdale és una concentració de població designada pel cens dels Estats Units a l'estat d'Oregon. Segons el cens del 2000 tenia 242 habitants.

## Demografia
Segons el cens del 2000, Cloverdale tenia 242 habitants, 93 habitatges, i 70 famílies. La densitat de població era de 116,8 habitants per km².
Dels 93 habitatges en un 26,9% hi vivien nens de menys de 18 anys, en un 61,3% hi vivien parelles casades, en un 7,5% dones solteres, i en un 24,7% no eren unitats familiars. En el 17,2% dels habitatges hi vivien persones soles el 7,5% de les quals corresponia a persones de 65 anys o més que vivien soles. El nombre mitjà de persones vivint en cada habitatge era de 2,6 i el nombre mitjà de persones que vivien en cada família era de 2,8.
Per edats la població es repartia de la següent manera: un 21,5% tenia menys de 18 anys, un 7,4% entre 18 i 24, un 22,3% entre 25 i 44, un 33,9% de 45 a 60 i un 14,9% 65 anys o més.
L'edat mediana era de 44 anys. Per cada 100 dones de 18 o més anys hi havia 93,9 homes.
La renda mediana per habitatge era de 50.568 $ i la renda mediana per família de 52.386 $. Els homes tenien una renda mediana de 19.107 $ mentre que les dones 18.125 $. La renda per capita de la població era de 17.325 $. Cap de les famílies i el 6,6% de la població estaven per davall del llindar de pobresa.

## Poblacions més properes
El següent diagrama mostra les poblacions més properes.